# Trevor Manning
Trevor Manning, född den 19 december 1945 i Wellington, Nya Zeeland, är en nyzeeländsk landhockeyspelare.
Han tog OS-guld i herrarnas landhockeyturnering i samband med de olympiska landhockeytävlingarna 1976 i Montréal.